# Long term refinancing operations

Les « Long term refinancing operations », généralement appelées LTRO, sont des prêts à long terme (trois ans) accordés aux banques commerciales par la Banque centrale européenne. Du fait de leur inhabituelle ampleur, il s'agit d'une politique monétaire non conventionnelle.

## Concept
Les LTRO sont des politiques non conventionnelles. Il s'agit d'opérations de refinancement qui peuvent prendre plusieurs formes. Il s'agit généralement de transactions dites inversées : des accords de rachats ou des prêts collatéralisés. Ce sont donc des opérations qui permettent au système financier d'être abondé de liquidités, ou au contraire, de voir des liquidités être retirées. 
Les LTRO prennent souvent le relais des MRO (Main Refinancing Operations), dont la maturité, qui est généralement d'une semaine ou moins, est insuffisante en cas de difficultés économiques.

## Historique

### Crise économique de 2008
La Banque centrale européenne décide de mettre en place des politiques non conventionnelles dans les années qui suivent la crise économique mondiale de 2008. Elle met en place l'Asset Purchase Programme, qui permet de racheter des actifs aux banques commerciales. Seulement, cette politique ne résout pas le problème du manque d'accès aux marchés interbancaires des banques commerciales.
La BCE décide alors d'implémenter une politique non conventionnelle de prêts à taux faibles aux banques commerciales. Elle accorde deux grands prêts liés LTRO en décembre 2011 et en février 2012, pour un montant total de plus de 1 000 milliards d'euros à taux très faible. Les banques de la zone euro bénéficiaires de ces prêts souffraient d'un manque d'accès au marché interbancaire. Le but de ces prêts est d'éviter un effondrement du crédit et de soutenir l'économie de la région. 
Les LTRO bénéficient principalement aux banques des pays les plus touchés par la crise, à savoir l'Espagne (35% des prêts) et l'Italie (33%). Suivent la Belgique (10%), la Grèce (7%), le Portugal (5%) et l'Irlande (4%).
Toutefois, une partie importante des prêts accordés aux banque a servi à des rachats de dette publique, alors que les prêts avaient vocation à inciter les banques à prêter aux particuliers et aux entreprises. La BCE améliore son dispositif en 2014 afin d'empêcher que les banques rachètent de la dette publique et afin de les forcer d'octroyer des crédits aux particuliers. Malgré des conditions très intéressantes, avec une proposition de 400 milliards d'euros sur quatre ans à 0,15%, les banques commerciales s'investissent peu dans le programme.

### Crise économique de 2020
Les LTRO sont remis en œuvre lors de la crise économique liée à la pandémie de coronavirus.